# Rattus nitidus
Rattus nitidus — один з видів гризунів роду пацюків (Rattus).

## Поширення
Країни поширення: Бутан, Китай, Індія, М'янма, Непал, Таїланд, В'єтнам. У Південній Азії вид зустрічається від 686 до 2740 м над рівнем моря. Цей дуже добре адаптований вид присутній у різних типах лісу, орних землях і людських поселеннях.

## Морфологічні особливості
Гризуни середнього розміру, завдовжки 175—195 мм, хвіст — 154—206 мм, стопа — 37 — 41 мм, вухо — 15 — 21 мм. Вага досягає 122 грамів.

## Зовнішність
Хутро коротке, щільне, м'яке. Верхні частини темно-коричнево-сірі, темніші вздовж спини і з сіруватими відблисками з боків, тоді як вентральні частини сірі. Задня частина ніг біла. Хвіст довший за голову і тіло, зверху коричневий, знизу світліший і покритий 7 кільцями лусочок на сантиметр. У самиць є пара грудних сосків, 2 постпаксилярні пари, черевна пара і 2 пахові пари. Каріотип дорівнює 2n = 42 FN = 58-62.

## Загрози та охорона
Немає серйозних загроз для цього виду. Він є в багатьох охоронних територіях.